# Peter Gröning (Radsportler)
Peter Gröning (* 29. April 1939 in Berlin) ist ein ehemaliger deutscher Bahnradsportler und olympischer Silbermedaillengewinner.

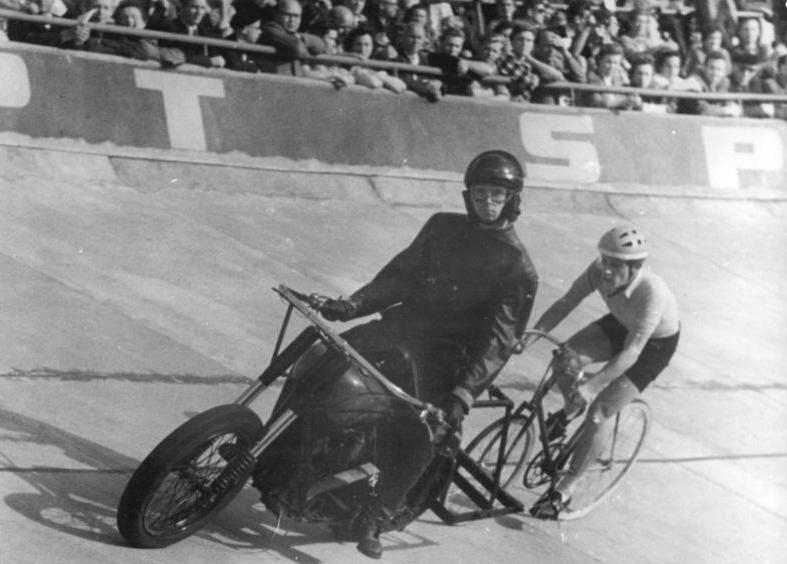
Gröning war auch als Steher erfolgreich, hier am 16. August 1958 auf der Radrennbahn Weißensee

## Leben
Er begann 1954 mit dem Radsport, startete für SC Dynamo Berlin/Sportvereinigung Dynamo und nahm an den Olympischen Sommerspielen 1960 teil. Dort gewann er die Silbermedaille in der Mannschaftsverfolgung. Gröning war DDR-Meister in der Mannschaftsverfolgung auf der Bahn 1959 mit dem SC Dynamo Berlin (gemeinsam mit Rolf Nitzsche, Lothar Stäber und Manfred Klieme). Bereits mit 17 Jahren wurde er in die Nationalmannschaft Bahn der DDR berufen und hatte in Moskau seinen ersten Auslandsstart. 1958 siegte er in der Internationalen Omnium-Meisterschaft von Berlin mit Werner Malitz als Partner, 1960 war er mit Jürgen Simon erfolgreich. Die Internationale Stehermeisterschaft von Berlin in der Werner-Seelenbinder-Halle konnte er 1961 gewinnen.
Nach Ende seiner aktiven Laufbahn erlernte er den Beruf des Sportfotografen und wurde Chef-Bildredakteur des Deutschen Sportechos. Ausgelöst durch die Erkrankung seines Vaters Herbert Gröning, ebenfalls erfolgreicher Bahnradsportler und späterer Radsporttrainer beim SC Dynamo Berlin, übernahm er den väterlichen Handwerksbetrieb, eine Wäscherei und Chemische Reinigung in Berlin-Hohenschönhausen, die er nach dem Ausscheiden seines Vaters bis zur Wende 1990 als Inhaber betrieb. Er war Textilreinigungs-Obermeister der Ost-Berliner Handwerkskammer.
Anfang der 2000er Jahre kehrte er zur Fotografie zurück, unter anderem porträtierte er die Arbeit der Berliner Polizei in seinem Buch „Menschen im Blaulicht“ und zahlreiche Staatsbesuche in Berlin, u. a. den Besuch des US-Präsidenten George W. Bush 2006 in Trinwillershagen bei Bundeskanzlerin Angela Merkel.

## Auszeichnungen
- 1960: Vaterländischer Verdienstorden in Bronze